# Trèfle souterrain
Trifolium subterraneum
Espèce
Classification phylogénétique
Statut de conservation UICN

 LC  : Préoccupation mineure

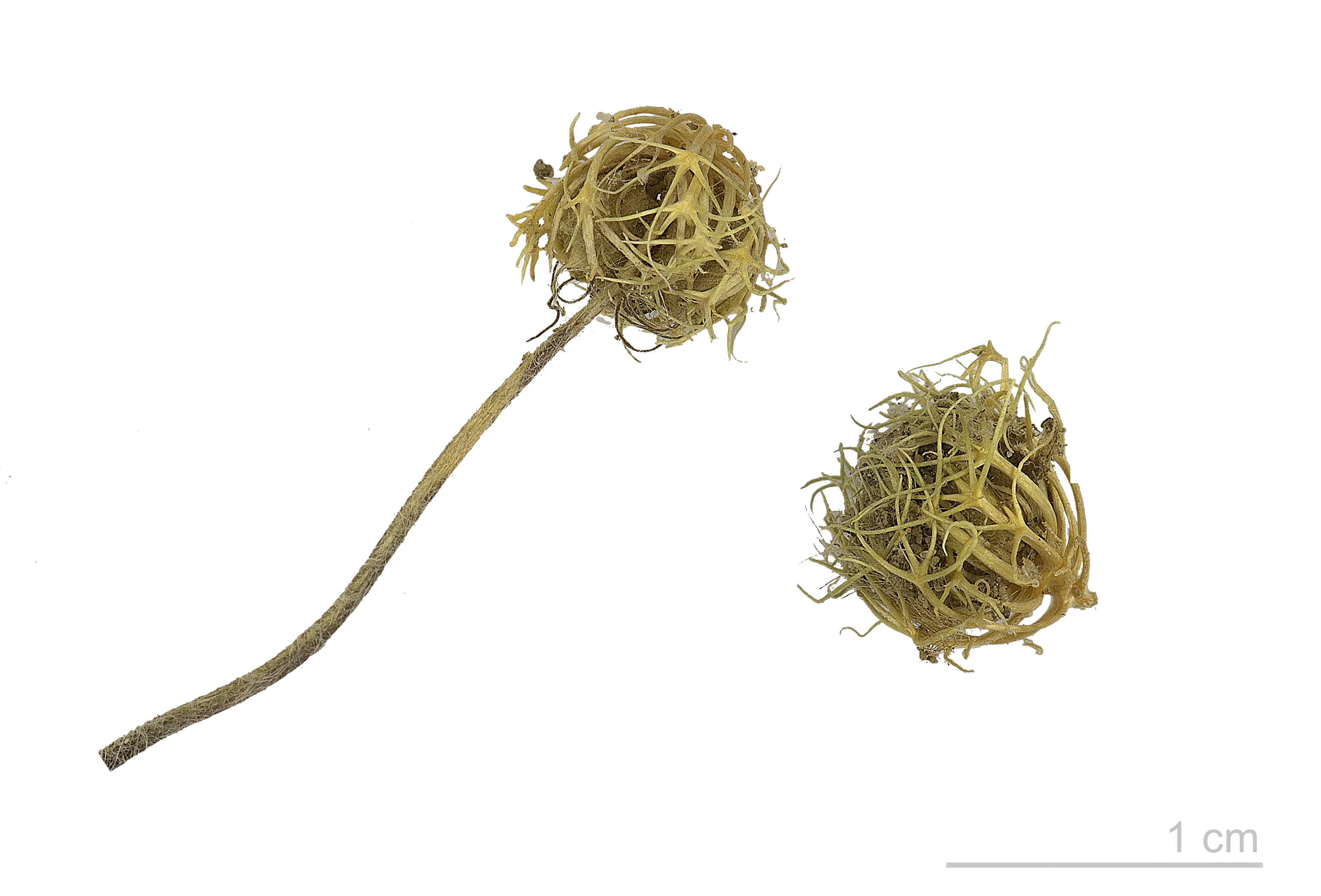
Trifolium subterraneum au Muséum de Toulouse.

Le trèfle souterrain, encore appelé trèfle enterreur ou trèfle semeur (Trifolium subterraneum), est une espèce de plantes à fleurs dicotylédones de la famille des Fabacées. C'est une plante herbacée annuelle trouvée dans le bassin méditerranéen et cultivée comme plante fourragère.

## Description
Le trèfle souterrain est une plante herbacée annuelle de 5-15 cm de haut, dotée d’une tige poilue, généralement couchée.
Les feuilles sont formées de trois folioles obcordées (en cœur renversé), émarginées, denticulées. Elles sont toutes longuement pétiolées.
Les inflorescences sont de petites têtes blanchâtres formées de 2 à 6 fleurs blanches, fertiles et de nombreuses fleurs stériles réduites au calice. Le calice est sans nervures apparentes, à tube glabre et avec des dents ciliées, subégales. 
Lors de la fructification le pédoncule s’arque vers le sol où il s’ancre par l’intermédiaire des fleurs stériles. L'épithète souterrain fait référence à cette germination hypogée. Le fruit est une petite gousse souterraine, incluse, subglobuleuse, uniséminée.

## Synonyme
Selon Catalogue of Life (21 octobre 2014) :
- Calycomorphum subterraneum (L.) C.Presl

## Distribution et habitat
L'aire de répartition naturelle de Trifolium subterraneum correspond au bassin méditerranéen et aux régions périphériques. Cette aire comprend les pays suivants : Albanie, Algérie, Azerbaïdjan, Belgique, Bulgarie, Chypre, Espagne, France, Grèce, Hongrie, Irak, Irlande, Italie, Liban, Malte, Maroc, Pays-Bas, Portugal, Roumanie, Tunisie, Ukraine. On la trouve presque partout en France métropolitaine (sauf dans l’Est).
L'espèce a été naturalisée dans la plupart des régions tempérées du monde, notamment en Amérique du Nord, en Australie et en Nouvelle-Zélande, en Inde, en Afrique australe (Afrique du Sud), en Afrique orientale (Kenya, Éthiopie),.
Le trèfle souterrain prospère dans les pelouses, bois clair, lisières, cultures, prairies, de préférence sur silice.

## Statut de protection
C'est une espèce classée dans la liste rouge de l'UICN sous le statut « préoccupation mineure » (LC). 

## Utilisation
Le trèfle souterrain est une plante fourragère
d’importance dans certains pays (comme l'Australie) mais il n’est pas cultivé en tant que tel en France.
En Australie, le trèfle souterrain est devenu la plus importante légumineuse fourragère semée annuellement. Elle a été introduite en Australie dans les années 1830 probablement par des importations de paille, de foin ou de graines fourragères, et s'y est naturalisée rapidement.
C'est un agriculteur de Mount Barker (Australie-Méridionale), Amos William Howard, qui reconnut le premier le potentiel de cette plante pour l'alimentation du bétail et pour l'amélioration des sols, et qui contribua grandement à sa diffusion. Largement adoptée par les agriculteurs dès les années 1950, la plante est cultivée au début du XXIe siècle sur 7,7 millions d'hectares en Nouvelle-Galles du Sud, dans des zones où la pluviométrie moyenne annuelle atteint au moins 375 mm d'eau au sud jusqu'à plus de 1000 mm au nord.
Sa productivité est toutefois entravée par des maladies (pourriture de la racine due à Phytophthora clandestina), des ravageurs comme le puceron bleu-vert du pois (Acyrthosiphon kondoi) ou un acarien (Halotydeus destructor), ou par une fertilisation insuffisante en superphosphate.
il fait une forte concurrence sur les adventices, il permet également une bonne structuration du sol ainsi qu’une bonne nutrition de l’activité biologique du sol.

## Toxicité
Lorsque ce trèfle est consommé en grande quantité par des ruminants, il peut provoquer des troubles de la reproduction et des intoxications. Le principe actif responsable est une isoflavone, la génistéine, un phytoestrogène.
Le trèfle souterrain, comme d'autres espèces de trèfle, synthétise des isoflavones, telles que la biochanine A, la daidzéine, la formononétine et la génistéine, à partir de la phénylalanine. Ces molécules sont connues pour être des phytoestrogènes. 
La concentration de formonétine et de génistéine dans les feuilles augmente sensiblement en cas de carence en phosphate. 
La formononétine est la moins active, mais semble la principale responsable des effets œstrogéniques négatifs chez le mouton.
Chez les brebis exposées à une dose élevée de formononétine, il se produit des changements morphologiques du col de l'utérus, réduisant fortement la capacité des spermatozoïdes à pénétrer dans l'oviducte. Il en résulte une infertilité temporaire, qui peut devenir permanente si la consommation de ces fourrages perdure.

## Taxinomie

### Liste des sous-espèces
Selon Catalogue of Life (21 octobre 2014) :
- sous-espèce Trifolium subterraneum subsp. brachycalycinum Katzn. & F.H.W.Morley
- sous-espèce Trifolium subterraneum subsp. subterraneum
- sous-espèce Trifolium subterraneum subsp. yanninicum Katzn. & F.H.W.Morley

### Liste des sous-espèces et variétés
Selon Tropicos (21 octobre 2014) (Attention liste brute contenant possiblement des synonymes) :
- sous-espèce Trifolium subterraneum subsp. brachycalycinum Katzn. & Morley
- sous-espèce Trifolium subterraneum subsp. yanninicum Katzn. & Morley
- variété Trifolium subterraneum var. brachycalycinum
- variété Trifolium subterraneum var. brachycladum Gibelli & Belli
- variété Trifolium subterraneum var. flagelliforme Guss.
- variété Trifolium subterraneum var. graecum Katzn. & Morley
- variété Trifolium subterraneum var. majurculum Adamovic, in sheddae emend. Katzn.
- variété Trifolium subterraneum var. oxaloides Bge., in Nym.
- variété Trifolium subterraneum var. subterraneum
- variété Trifolium subterraneum var. telavivense Eig.
- variété Trifolium subterraneum var. vulgare Guss.
- variété Trifolium subterraneum var. yanninicum (Katzn. & Morley) Zohary